# Liste der Kardinalpriester von San Marco
Folgende Kardinäle waren Kardinalpriester von San Marco (lat. Titulus Sancti Marci):
- Johannes (1059)[1]
- Atto (1076–1085, seit 1084 Anhänger des Gegenpapstes Clemens III.)
  - Robertus (Pseudokardinal 1086)
  - Romanus (Pseudokardinal 1098–1118)
- Bonifatius (1100–1130)
- Pietro (1130–1131)[2]
- Guido von Cittá di Castello (1133–1143)
- Gilberto (1143–1150)
- Rolando Bandinelli (1151–1159)
- Giovanni Conti da Anagni (1165–1190)
- Goffredo da Castiglione (1227–1238)
- Guillaume de Bray (1262–1282)
- Pietro Peregrossi (1289–1295)
- Bertrand de Déaulx (1338–1348)
- Francesco degli Atti (1356–1361)
- Jean de Blandiac (1361–1372)
- Giovanni Fieschi (1378–1384)
- Pierre de Sarcenas OSB (1379–1389), Pseudokardinal von Gegenpapst Clemens VII.
- Ludovico Donato OFMConv (1381–1386)
- Angelo Correr (1405–1406)
- Antonio Calvi (1409–1411)
- Guillaume Fillastre (1411–1428)
- Angelotto Fosco (1431–1444)
- Bartolomeo Vitelleschi (1444–1449), Pseudokardinal von Gegenpapst Felix V.
- Pietro Barbo (1451–1464)
- Marco Barbo (1467–1478); in commendam (1478–1490)
- Lorenzo Cibo de’ Mari (1491–1501); in commendam (1501–1503)
- Domenico Grimani (1503–1508); in commendam (1508–1523)
- Marco Cornaro (1523–1524)
- Francesco Pisani (1527–1555); in commendam (1555–1564)
- Luigi Corner (1564–1568), erneut (1570–1584)
- Luigi Pisani (1568–1570)
- Giovanni Francesco Commendone (1584)
- Agostino Valier (1585–1605)
- Giovanni Dolfin (1605–1621)
- Matteo Priuli (1621–1624)
- Pietro Valier (1624–1629)
- Federico Cornaro (1629–1646)
- Marco Antonio Bragadin (1646–1658)
- Cristoforo Widmann (1658–1660)
- Pietro Vito Ottoboni (1660–1677)
- Gregorio Barbarigo (1677–1697)
- Marco Antonio Barbarigo (1697–1706)
- Giambattista Rubini (1706–1707)
- Giovanni Badoer (1712–1714)
- Luigi Priuli (1714–1720)
- Pietro Priuli (1720–1728)
- Angelo Maria Quirini OSBCas (1728–1743); in commendam (1743–1755)
- Carlo della Torre di Rezzonico (1755–1758)
- Daniele Dolfin (1758–1762)
- Antonio Marino Priuli (1762–1771)
- Carlo Rezzonico der Jüngere (1772–1773); in commendam (1773–1799)
- Ludovico Flangini Giovanelli (1800–1802)
- vakant (1802–1816)
- Luigi Ercolani, in commendam (1816–1817); Titelkirche (1817–1825)
- vakant (1825–1829)
- Karl Kajetan von Gaisruck (1829–1846)
- Charles Januarius Acton (1846–1847)
- Giacomo Piccolomini (1847–1861)
- Pietro De Silvestri (1861–1875)
- Domenico Bartolini (1876–1887)
- Michelangelo Celesia OSBCas (1887–1904)
- József Samassa (1905–1912)
- Franz Xaver Nagl (1912–1913)
- Friedrich Gustav Piffl CRSA (1914–1932)
- Elia Dalla Costa (1933–1961)
- Giovanni Urbani (1962–1969)
- Albino Luciani (1973–1978)
- Marco Cé (1979–2014)
- vakant (2014–2018)
- Angelo De Donatis (seit 2018)